# Barrage de Tayfur
Pour les articles homonymes, voir Tayfur.
Le barrage de Tayfur est un barrage de Turquie, sur la rivière Tayfur Çayı, dans le district de Gelibolu.

## Sources
- (en) www.dsi.gov.tr/tricold/tayfur.htm Site de l'agence gouvernementale turque des travaux hydrauliques